# Empoli Football Club 2011-2012
Questa pagina raccoglie i dati riguardanti l'Empoli Football Club nelle competizioni ufficiali della stagione 2011-2012.

## Stagione
L'Empoli partecipa al campionato di Serie B 2011-2012, il diciassettesimo della sua storia.
Dopo aver sfiorato la qualificazione ai play-off promozione, viene confermato alla guida della squadra Alfredo Aglietti. La società non fa mistero di puntare almeno alla qualificazione ai play-off e allestisce una squadra formata da giovani promettenti in cerca di conferme (Saponara, Regini, Dumitru, Mori) e cavalli di ritorno a fine carriera ma che a Empoli si sono espressi ai loro massimi livelli (Antonio Buscè e Francesco Tavano), oltre a confermare gran parte del gruppo della stagione precedente con l'eccezione del talento Diego Fabbrini partito alla volta di Udine e della Serie A.
Dopo il prologo della Coppa Italia che fa ben sperare in quanto vengono superate sia il Piacenza che soprattutto la Sampdoria, l'inizio di campionato è uno dei più disastrosi degli ultimi anni con appena 6 punti nelle prime 7 giornate.
A farne le spese è il tecnico Aglietti che viene esonerato e al suo posto chiamato Giuseppe Pillon. Dopo la sconfitta interna con l'Hellas Verona alla 16ª giornata, avviene un nuovo avvicendamento sulla panchina empolese: viene chiamato Guido Carboni, il quale parte subito con due vittorie, una a Gubbio e una in casa con l'Ascoli. Ma è solo un fuoco di paglia. Arriva la sosta natalizia e il girone di ritorno si apre con 4 sconfitte in 5 partite. La squadra sembra allo sbando, è penultima in classifica. La società correa ai ripari acquistando un altro ex ovvero Massimo Maccarone in cerca di rilancio dopo la parentesi Sampdoria poco felice. Inoltre richiama Alfredo Aglietti chiedendogli di fare un autentico miracolo. La squadra sembra reagire bene alla cura Aglietti, ritrovando compattezza e grinta in difesa e in attacco le qualità di Maccarone e Tavano si fanno sentire. Si assiste solo a un paio di passaggi a vuoto come la sconfitta al '95 a Nocera Inferiore e la sconfitta interna con il Modena. Alla fine la disputa dei Play-out per come si era messa la situazione a metà stagione è un'autentica impresa. L'Empoli classificandosi davanti al Vicenza ha la possibilità di giocare su due risultati utili su tre e dopo la partita di andata conclusasi sullo 0-0 fa ben sperare. Anche nella gara di ritorno l'Empoli sembra controllare bene la gara finché un uno-due di Paolucci, fa avvicinare lo spettro della Lega Pro. Mancano solo venti minuti alla fine della partita, ma è qui che avviene il miracolo sportivo, prima Mchedlidze in mischia e poi Tavano su rigore ristabiliscono la parità. Ma non è ancora finita. Il Vicenza avrebbe la possibilità al novantesimo di portarsi di nuovo in vantaggio con Paolucci su rigore ma Dossena intuisce e para il penalty. A tempo scaduto il sigillo che chiude la stagione con Maccarone. La stagione cominciata con ben altre aspettative si risolve con una soffertissima salvezza ai play-out.

## Divise e sponsor
Lo sponsor tecnico per la stagione 2011-2012 è Asics. Il primo sponsor è NGM Mobile, azienda di telefonia, mentre il secondo sponsor è la Computer Gross.
| Casa | Trasferta | Terza Divisa |

## Organigramma societario
Dal sito internet della società:
Area direttiva
- Presidente: Fabrizio Corsi
- Vicepresidente: Roberto Bitossi
- Amministratore delegato: Francesco Ghelfi
- Consigliere: Fabrizio Faraoni

Area organizzativa
- Direttore generale: Giuseppe Vitale
- Direttore sportivo: Marcello Carli
- Segretario generale: Stefano Calistri
- Responsabile osservatori prima squadra: Roberto Tolomei
- Segretario sportivo: Graziano Billocci
- Responsabile settore giovanile: Massimiliano Cappellini
- Responsabile segreteria generale settore giovanile: Debora Catastini
- Responsabile scouting: Andrea Innocenti

Area comunicazione
- Responsabile area comunicazione: Gianni Assirelli
- Responsabile marketing: Gianmarco Lupi
- Responsabile biglietteria: Francesco Assirelli
- Responsabile sicurezza: Stefano Calistri

Area tecnica
- Allenatore: Alfredo Aglietti (fino al 01/10/2011 e dal 13/02/2012)
Giuseppe Pillon (dal 02/10/2011 al 20/11/2011)
Guido Carboni (dal 21/11/2011 al 12/02/2012)
- Allenatore in seconda: Giovanni Martusciello
- Collaboratore tecnico: Albino Pillon (dal 02/10/2011 al 20/11/2011)
Stefano Bianconi (dal 21/11/2011 al 12/02/2012)
- Preparatore dei portieri: Mauro Marchisio
- Preparatori atletici: Daniele Sorbello (fino al 01/10/2011 e dal 13/02/2012), Claudio Selmi

Area sanitaria
- Medico sociale: dott. Paolo Vaglio
- Responsabile medico: dott. Massimo Morelli
- Medico sociale: dott. Giovanni Falai
- Massaggiatori: Fabrizio Calattini, Simone Capaccioli

## Rosa
In corsivo i calciatori non facenti più parte della rosa, ma iscritti a referto durante la stagione.
| N. |                      | Ruolo | Calciatore                       |
| -- | -------------------- | ----- | -------------------------------- |
| 1  | Italia (bandiera)    | P     | Renato Dossena                   |
| 2  | Colombia (bandiera)  | D     | Ricardo Chará                    |
| 3  | Italia (bandiera)    | D     | Vasco Regini                     |
| 4  | Italia (bandiera)    | C     | Roberto Guitto                   |
| 5  | Italia (bandiera)    | C     | Davide Moro                      |
| 6  | Italia (bandiera)    | C     | Mirko Valdifiori                 |
| 7  | Italia (bandiera)    | C     | Flavio Lazzari                   |
| 8  | Uruguay (bandiera)   | A     | Gastón Brugman                   |
| 9  | Italia (bandiera)    | A     | Claudio Coralli                  |
| 10 | Italia (bandiera)    | A     | Francesco Tavano (vice capitano) |
| 11 | Italia (bandiera)    | A     | Cristian Cesaretti               |
| 12 | Italia (bandiera)    | C     | Manuel Coppola                   |
| 13 | Italia (bandiera)    | D     | Gregorio Mazzanti                |
| 14 | Italia (bandiera)    | A     | Nicolao Dumitru                  |
| 15 | Venezuela (bandiera) | C     | Franco Signorelli                |
| 17 | Italia (bandiera)    | C     | Leonardo Bianchi                 |
| 18 | Italia (bandiera)    | A     | Stefano Castellani               |
| 19 | Italia (bandiera)    | C     | Gianluca Musacci                 |
| 20 | Italia (bandiera)    | A     | Manuel Pucciarelli               |

| N. |                       | Ruolo | Calciatore                 |
| -- | --------------------- | ----- | -------------------------- |
| 20 | Italia (bandiera)     | A     | Massimo Maccarone          |
| 21 | Italia (bandiera)     | D     | Lorenzo Stovini (capitano) |
| 22 | Italia (bandiera)     | A     | Riccardo Saponara          |
| 23 | Albania (bandiera)    | D     | Elseid Hysaj               |
| 24 | Italia (bandiera)     | C     | Antonio Buscè              |
| 25 | Italia (bandiera)     | D     | Daniele Mori               |
| 27 | Italia (bandiera)     | P     | Alberto Pelagotti          |
| 30 | Italia (bandiera)     | D     | Marco Gorzegno             |
| 31 | Italia (bandiera)     | D     | Emanuele La Rocca          |
| 32 | Italia (bandiera)     | D     | Daniele Ficagna            |
| 33 | Uruguay (bandiera)    | C     | Gastón Camaño              |
| 34 | Italia (bandiera)     | D     | Lorenzo Tonelli            |
| 68 | Brasile (bandiera)    | C     | Ze Eduardo                 |
| 77 | Georgia (bandiera)    | A     | Irakli Shekiladze          |
| 83 | Italia (bandiera)     | C     | Marco Gallozzi             |
| 87 | Italia (bandiera)     | D     | Alessandro Vinci           |
| 88 | Montenegro (bandiera) | D     | Ivan Fatić                 |
| 93 | Italia (bandiera)     | P     | Jacopo Furlan              |
| 99 | Georgia (bandiera)    | A     | Levan Mch'edlidze          |

## Calciomercato

### Sessione estiva(dal 01/07 al 31/08)
| Acquisti | Acquisti           | Acquisti       | Acquisti       |
| R.       | Nome               | da             | Modalità       |
| -------- | ------------------ | -------------- | -------------- |
| P        | Davide Bassi       | Torino         | fine prestito  |
| P        | Renato Dossena     | Como           | fine prestito  |
| P        | Francesco Gaffino  | Pontedera      | fine prestito  |
| D        | Ivan Fatić         | Chievo         | prestito       |
| D        | Simone Iacoponi    | Foligno        | riscatto comp. |
| D        | Emanuele La Rocca  | Isola Liri     | riscatto comp. |
| D        | Vasco Regini       | Sampdoria      | prestito       |
| D        | Antonio Tognarelli | Carrarese      | comp. risolta  |
| C        | Antonio Buscè      | Bologna        | definitivo     |
| C        | Manuel Coppola     | Parma          | prestito       |
| C        | Roberto Guitto     | Ravenna        | riscatto comp. |
| C        | Fabrizio Lo Sicco  | Matera         | fine prestito  |
| A        | Salvatore Caturano | Fidelis Andria | fine prestito  |
| A        | Cristian Cesaretti | Frosinone      | fine prestito  |
| A        | Nicolao Dumitru    | Napoli         | prestito       |
| A        | Eder               | Brescia        | fine prestito  |
| A        | Francesco Tavano   | Livorno        | definitivo     |

| Cessioni | Cessioni            | Cessioni    | Cessioni             |
| R.       | Nome                | a           | Modalità             |
| -------- | ------------------- | ----------- | -------------------- |
| P        | Paride Addario      | Gavorrano   | compartecipazione    |
| P        | Davide Bassi        | Sassuolo    | prestito             |
| P        | Francesco Gaffino   | Pistoiese   | prestito             |
| P        | Jasmin Handanovič   | -           | svincolato           |
| D        | Andrea Alderotti    | Gavorrano   | compartecipazione    |
| D        | Marco Gorzegno      | -           | svincolato           |
| D        | Massimo Gotti       | Udinese     | fine prestito        |
| D        | Simone Iacoponi     | Südtirol    | prestito             |
| D        | Lino Marzorati      | Sassuolo    | compartecipazione    |
| D        | Antonio Tognarelli  | Carrarese   | compartecipazione    |
| D        | Antonio Tognarelli  | Gavorrano   | prestito             |
| D        | Alessandro Videtta  | Venezia     | prestito             |
| C        | Angelo Chiavazzo    | Pistoiese   | prestito             |
| C        | Diego Fabbrini      | Udinese     | definitivo           |
| C        | Jacopo Fanucchi     | Alessandria | definitivo           |
| C        | Fabrizio Lo Sicco   | Gavorrano   | prestito             |
| C        | Bernardo Masini     | Gavorrano   | compartecipazione    |
| C        | Gianluca Musacci    | Parma       | prestito             |
| C        | Riccardo Nardini    | -           | svincolato           |
| C        | Roberto Soriano     | Sampdoria   | fine prestito        |
| A        | Salvatore Caturano  | Nocerina    | compartecipazione    |
| A        | Eder                | Cesena      | definitivo (5,0 mln) |
| A        | Fernando Forestieri | Udinese     | fine prestito        |
| A        | Salvatore Foti      | Sampdoria   | fine prestito        |
| A        | Federico Laurito    | Udinese     | fine prestito        |

### Trasferimenti tra le due sessioni
| Acquisti | Acquisti        | Acquisti   | Acquisti   |
| R.       | Nome            | da         | Modalità   |
| -------- | --------------- | ---------- | ---------- |
| D        | Daniele Ficagna | svincolato | definitivo |
| D        | Marco Gorzegno  | svincolato | definitivo |

### Sessione invernale(dall'2/1 al 31/1)
| Acquisti | Acquisti           | Acquisti  | Acquisti       |
| R.       | Nome               | da        | Modalità       |
| -------- | ------------------ | --------- | -------------- |
| C        | Ze Eduardo         | Parma     | prestito       |
| C        | Marco Gallozzi     | Chievo    | prestito       |
| A        | Salvatore Caturano | Nocerina  | riscatto comp. |
| A        | Massimo Maccarone  | Sampdoria | prestito       |

| Cessioni | Cessioni           | Cessioni  | Cessioni          |
| R.       | Nome               | a         | Modalità          |
| -------- | ------------------ | --------- | ----------------- |
| D        | Emanuele La Rocca  | Gavorrano | definitivo        |
| C        | Manuel Pucciarelli | Gavorrano | prestito          |
| A        | Salvatore Caturano | Foligno   | compartecipazione |
| A        | Cristian Cesaretti | Frosinone | prestito          |
| A        | Claudio Coralli    | Cremonese | prestito          |

## Risultati

### Serie B

#### Girone d'andata
| Arbitro: | Di Bello (Brindisi) |

|                        |           |                  |
| Dumitru 56’ Tavano 77’ | Marcatori | 11’ Danilevičius |

| Arbitro: | Gallione (Alessandria) |

|                                       |           |                      |
| Immobile 10’ (rig.), 19’ Cascione 85’ | Marcatori | 36’ Tavano 56’ Buscè |

| Arbitro: | Baratta (Salerno) |

|                                  |           |            |
| Jonathas 19’ (rig.) Feczesin 53’ | Marcatori | 85’ Tavano |

| Arbitro: | Giancola (Vasto) |

|            |           |                           |
| Tavano 38’ | Marcatori | 6’, 54’ Pozzi 17’ Bertani |

| Arbitro: | Calvarese (Teramo) |

|                         |           |                  |
| Pettinari 26’ Ciano 33’ | Marcatori | 8’ (rig.) Tavano |

| Arbitro: | Giacomelli (Trieste) |

|                                      |           |                            |
| Saponara 4’ Signorelli 7’ Tavano 58’ | Marcatori | 88’ Missiroli 90+3’ Ragusa |

| Arbitro: | Tozzi (Ostia Lido) |

|                       |           |                                               |
| Tavano 9’ Ficagna 82’ | Marcatori | 12’ Portin 24’ Cacia 69’ Milanetto 72’ Cutolo |

| Livorno 5 ottobre 2011, ore 20:45 UTC+2 8ª giornata | Livorno      | 0 – 0 referto | Empoli | Stadio Armando Picchi (5.712 spett.)\| Arbitro: \| Nasca (Bari) \| |
| Arbitro:                                            | Nasca (Bari) |               |        |                                                                    |

| Arbitro: | Palazzino (Ciampino) |

|           |           |                              |
| Buscè 26’ | Marcatori | 14’ Martinetti 90+4’ Cellini |

| Arbitro: | Di Paolo (Avezzano) |

|                |           |  |
| Forestieri 38’ | Marcatori |  |

| Arbitro: | Candussio (Cervignano del Friuli) |

|             |           |             |
| Dumitru 33’ | Marcatori | 49’ Masucci |

| Arbitro: | Velotto (Grosseto) |

|                        |           |             |
| Ebagua 50’ Darmian 66’ | Marcatori | 34’ Lazzari |

| Arbitro: | Massa (Imperia) |

|                 |           |  |
| Tavano 40’, 79’ | Marcatori |  |

| Empoli 5 novembre 2011, ore 15:00 UTC+1 14ª giornata | Empoli              | 0 – 0 referto | AlbinoLeffe | Stadio Carlo Castellani (2.066 spett.)\| Arbitro: \| Merchiori (Ferrara) \| |
| Arbitro:                                             | Merchiori (Ferrara) |               |             |                                                                             |

| Arbitro: | Baratta (Salerno) |

|  |           |                      |
|  | Marcatori | 55’ Tavano 78’ Buscè |

| Arbitro: | Calvarese (Teramo) |

|            |           |                                            |
| Tavano 87’ | Marcatori | 16’ Abbate 31’ Jorginho 90+4’ Hallfredsson |

| Arbitro: | Tozzi (Ostia Lido) |

|  |           |            |
|  | Marcatori | 24’ Tavano |

| Arbitro: | Cervellera (Taranto) |

|                                   |           |                              |
| Tavano 5’ Lazzari 8’ Gorzegno 24’ | Marcatori | 33’ Papa Waigo 90+3’ Beretta |

| Arbitro: | Mariani (Aprilia) |

|               |           |  |
| N. Rigoni 67’ | Marcatori |  |

| Arbitro: | Palazzino (Ciampino) |

|                                |           |                   |
| Mch'edlidze 13’ Signorelli 40’ | Marcatori | 10’, 69’ Sforzini |

| Arbitro: | Merchiori (Ferrara) |

|                                    |           |          |
| Vitofrancesco 45+3’ Di Carmine 72’ | Marcatori | 54’ Mori |

#### Girone di ritorno
| Arbitro: | Gallione (Alessandria) |

|                               |           |             |
| Danilevičius 18’ Sau 38’, 59’ | Marcatori | 79’ Brugman |

| Arbitro: | Giacomelli (Trieste) |

|  |           |                         |
|  | Marcatori | 47’ Maniero 52’ Insigne |

| Arbitro: | Massa (Imperia) |

|  |           |                                 |
|  | Marcatori | 51’ Jonathas 61’ (aut.) Ficagna |

| Arbitro: | Giancola (Vasto) |

|                 |           |  |
| Gastaldello 66’ | Marcatori |  |

| Arbitro: | Tommasi (Bassano del Grappa) |

|           |           |                |
| Buscè 73’ | Marcatori | 13’ N. Sansone |

| Arbitro: | Ciampi (Roma 1) |

|                                                 |           |                        |
| Campagnacci 8’ N. Viola 51’ (rig.) Ceravolo 62’ | Marcatori | 74’ Tavano 84’ Dumitru |

| Arbitro: | Di Bello (Brindisi) |

|           |           |               |
| Cuffa 38’ | Marcatori | 10’ Maccarone |

| Arbitro: | Nasca (Bari) |

|             |           |               |
| Dumitru 87’ | Marcatori | 4’ Belingheri |

| Arbitro: | Viti (Campobasso) |

|  |           |             |
|  | Marcatori | 38’ Stovini |

| Arbitro: | Mariani (Aprilia) |

|               |           |  |
| Maccarone 29’ | Marcatori |  |

| Arbitro: | Merchiori (Ferrara) |

|                 |           |  |
| Troianiello 71’ | Marcatori |  |

| Arbitro: | Calvarese (Teramo) |

|               |           |  |
| Maccarone 24’ | Marcatori |  |

| Arbitro: | Tommasi (Bassano del Grappa) |

|                                 |           |               |
| Di Maio 85’ Merino 90+4’ (rig.) | Marcatori | 26’ Maccarone |

| Arbitro: | Ciampi (Roma 1) |

|  |           |                                 |
|  | Marcatori | 21’ (rig.) Tavano 71’ Maccarone |

| Arbitro: | Candussio (Cervignano del Friuli) |

|            |           |                       |
| Lazzari 4’ | Marcatori | 45’, 68’, 80’ Cellini |

| Verona 27 aprile 2012, ore 20:45 UTC+2 37ª giornata | Verona                 | 0 – 0 referto | Empoli | Stadio Marcantonio Bentegodi (14.990 spett.)\| Arbitro: \| Gallione (Alessandria) \| |
| Arbitro:                                            | Gallione (Alessandria) |               |        |                                                                                      |

| Arbitro: | Velotto (Grosseto) |

|                          |           |           |
| Maccarone 60’ Tavano 70’ | Marcatori | 2’ Guzmán |

| Arbitro: | Giacomelli (Trieste) |

|              |           |            |
| Sbaffo 45+1’ | Marcatori | 14’ Tavano |

| Arbitro: | Massa (Imperia) |

|           |           |              |
| Buscè 64’ | Marcatori | 39’ Paolucci |

| Arbitro: | Cervellera (Taranto) |

|           |           |            |
| Antei 10’ | Marcatori | 17’ Tavano |

| Arbitro: | Calvarese (Teramo) |

|                                            |           |                              |
| Tavano 14’ Pierobon 57’ (aut.) Lazzari 66’ | Marcatori | 8’ Di Roberto 87’ Di Carmine |

### Play-out
| Vicenza 3 giugno 2012, ore 20:45 UTC+2 Gara di andata | Vicenza                           | 0 – 0 referto | Empoli | Stadio Romeo Menti (10.640 spett.)\| Arbitro: \| Candussio (Cervignano del Friuli) \| |
| Arbitro:                                              | Candussio (Cervignano del Friuli) |               |        |                                                                                       |

| Arbitro: | Ciampi (Roma 1) |

|                                                  |           |                   |
| Mchedlidze 71’ Tavano 73’ (rig.) Maccarone 90+4’ | Marcatori | 59’, 65’ Paolucci |

### Coppa Italia
| Arbitro: | Mariani (Aprilia) |

|                                         |           |            |
| Tavano 32’, 58’ Coralli 54’ Tonelli 60’ | Marcatori | 23’ Guzmán |

| Arbitro: | Damato (Barletta) |

|                             |           |           |
| Buscè 48’ Tavano 77’ (rig.) | Marcatori | 56’ Pozzi |

| Arbitro: | Doveri (Roma) |

|                |           |                |
| Cerci 28’, 37’ | Marcatori | 65’ Shekiladze |

## Statistiche

### Statistiche di squadra
Aggiornate all'8 giugno 2012
| Competizione | Punti | In casa | In casa | In casa | In casa | In casa | In casa | In trasferta | In trasferta | In trasferta | In trasferta | In trasferta | In trasferta | Totale | Totale | Totale | Totale | Totale | Totale | DR  |
| Competizione | Punti | G       | V       | N       | P       | Gf      | Gs      | G            | V            | N            | P            | Gf           | Gs           | G      | V      | N      | P      | Gf     | Gs     | DR  |
| ------------ | ----- | ------- | ------- | ------- | ------- | ------- | ------- | ------------ | ------------ | ------------ | ------------ | ------------ | ------------ | ------ | ------ | ------ | ------ | ------ | ------ | --- |
| Serie B      | 47    | 21      | 8       | 6       | 7       | 29      | 33      | 21           | 4            | 5            | 12           | 19           | 26           | 42     | 12     | 11     | 19     | 48     | 59     | -11 |
| Coppa Italia |       | 2       | 2       | 0       | 0       | 6       | 2       | 1            | 0            | 0            | 1            | 1            | 2            | 3      | 2      | 0      | 1      | 7      | 4      | +3  |
| Play-out     |       | 1       | 1       | 0       | 0       | 3       | 2       | 1            | 0            | 1            | 0            | 0            | 0            | 2      | 1      | 1      | 0      | 3      | 2      | +1  |
| Totale       | -     | 24      | 11      | 6       | 7       | 38      | 37      | 23           | 4            | 6            | 13           | 20           | 28           | 47     | 15     | 12     | 20     | 58     | 65     | -7  |

### Statistiche dei giocatori
Aggiornate all'8 giugno 2012
| Giocatore      | Serie B  | Serie B | Serie B     | Serie B    | Coppa Italia | Coppa Italia | Coppa Italia | Coppa Italia | Play-out | Play-out | Play-out    | Play-out   | Totale   | Totale | Totale      | Totale     |
| Giocatore      | Presenze | Reti    | Ammonizioni | Espulsioni | Presenze     | Reti         | Ammonizioni  | Espulsioni   | Presenze | Reti     | Ammonizioni | Espulsioni | Presenze | Reti   | Ammonizioni | Espulsioni |
| -------------- | -------- | ------- | ----------- | ---------- | ------------ | ------------ | ------------ | ------------ | -------- | -------- | ----------- | ---------- | -------- | ------ | ----------- | ---------- |
| L. Bianchi     | 0        | 0       | 0           | 0          | 0            | 0            | 0            | 0            | 0        | 0        | 0           | 0          | 0        | 0      | 0           | 0          |
| G. Brugman     | 18       | 1       | 0           | 0          | 1            | 0            | 0            | 0            | 0        | 0        | 0           | 0          | 19       | 1      | 0           | 0          |
| A. Buscè       | 33       | 5       | 5           | 0          | 2            | 1            | 0            | 0            | 2        | 0        | 0           | 0          | 37       | 6      | 5           | 0          |
| S. Castellani  | 1        | 0       | 0           | 0          | 0            | 0            | 0            | 0            | 0        | 0        | 0           | 0          | 1        | 0      | 0           | 0          |
| G. Camaño      | 0        | 0       | 0           | 0          | 0            | 0            | 0            | 0            | 0        | 0        | 0           | 0          | 0        | 0      | 0           | 0          |
| R. Chará       | 1        | 0       | 0           | 0          | 1            | 0            | 0            | 0            | 0        | 0        | 0           | 0          | 2        | 0      | 0           | 0          |
| C. Coralli     | 11       | 0       | 2           | 0          | 1            | 1            | 0            | 0            | 0        | 0        | 0           | 0          | 12       | 1      | 2           | 0          |
| C. Cesaretti   | 8        | 0       | 2           | 1          | 2            | 0            | 0            | 0            | 0        | 0        | 0           | 0          | 10       | 0      | 2           | 1          |
| M. Coppola     | 31       | 0       | 9           | 0          | 1            | 0            | 0            | 0            | 0        | 0        | 0           | 0          | 32       | 0      | 9           | 0          |
| R. Dossena     | 14       | -12     | 1           | 0          | 2            | -3           | 0            | 0            | 2        | -2       | 0           | 0          | 18       | -17    | 1           | 0          |
| N. Dumitru     | 25       | 4       | 1           | 0          | 2            | 0            | 0            | 0            | 0        | 0        | 0           | 0          | 27       | 4      | 1           | 0          |
| I. Fatić       | 3        | 0       | 0           | 0          | 0            | 0            | 0            | 0            | 0        | 0        | 0           | 0          | 3        | 0      | 0           | 0          |
| D. Ficagna     | 23       | 1       | 9           | 0          | 0            | 0            | 0            | 0            | 2        | 0        | 1           | 0          | 25       | 1      | 10          | 0          |
| J. Furlan      | 0        | 0       | 0           | 0          | 0            | 0            | 0            | 0            | 0        | 0        | 0           | 0          | 0        | 0      | 0           | 0          |
| M. Gallozzi    | 6        | 0       | 1           | 0          | 0            | 0            | 0            | 0            | 0        | 0        | 0           | 0          | 6        | 0      | 1           | 0          |
| M. Gorzegno    | 16       | 1       | 7           | 1          | 1            | 0            | 0            | 0            | 2        | 0        | 0           | 0          | 19       | 1      | 7           | 1          |
| R. Guitto      | 10       | 0       | 3           | 0          | 1            | 0            | 0            | 0            | 2        | 0        | 0           | 0          | 13       | 0      | 3           | 0          |
| E. Hysaj       | 0        | 0       | 0           | 0          | 1            | 0            | 0            | 0            | 0        | 0        | 0           | 0          | 1        | 0      | 0           | 0          |
| F. Lazzari     | 25       | 4       | 5           | 1          | 1            | 0            | 0            | 0            | 2        | 0        | 0           | 0          | 28       | 4      | 5           | 1          |
| E. La Rocca    | 0        | 0       | 0           | 0          | 0            | 0            | 0            | 0            | 0        | 0        | 0           | 0          | 0        | 0      | 0           | 0          |
| M. Maccarone   | 18       | 6       | 3           | 0          | 0            | 0            | 0            | 0            | 2        | 1        | 0           | 0          | 20       | 7      | 3           | 0          |
| G. Mazzanti    | 0        | 0       | 0           | 0          | 0            | 0            | 0            | 0            | 0        | 0        | 0           | 0          | 0        | 0      | 0           | 0          |
| L. Mch'edlidze | 24       | 1       | 6           | 0          | 1            | 0            | 0            | 0            | 2        | 1        | 0           | 0          | 27       | 2      | 6           | 0          |
| D. Mori        | 13       | 1       | 1           | 0          | 1            | 0            | 0            | 0            | 0        | 0        | 0           | 0          | 14       | 1      | 1           | 0          |
| D. Moro        | 37       | 0       | 9           | 0          | 2            | 0            | 1            | 0            | 2        | 0        | 1           | 0          | 41       | 0      | 11          | 0          |
| G. Musacci     | 1        | 0       | 0           | 0          | 1            | 0            | 0            | 0            | 0        | 0        | 0           | 0          | 2        | 0      | 0           | 0          |
| A. Pelagotti   | 28       | -46     | 1           | 0          | 1            | -1           | 0            | 0            | 0        | 0        | 0           | 0          | 29       | -47    | 1           | 0          |
| M. Pucciarelli | 4        | 0       | 0           | 0          | 0            | 0            | 0            | 0            | 0        | 0        | 0           | 0          | 4        | 0      | 0           | 0          |
| V. Regini      | 32       | 0       | 2           | 2          | 3            | 0            | 0            | 0            | 0        | 0        | 0           | 0          | 35       | 0      | 2           | 2          |
| R. Saponara    | 31       | 1       | 4           | 1          | 2            | 0            | 0            | 0            | 2        | 0        | 0           | 0          | 35       | 1      | 4           | 1          |
| F. Signorelli  | 19       | 2       | 1           | 0          | 3            | 0            | 0            | 0            | 2        | 0        | 1           | 0          | 24       | 2      | 2           | 0          |
| I. Shekiladze  | 1        | 0       | 0           | 0          | 2            | 1            | 0            | 0            | 0        | 0        | 0           | 0          | 3        | 1      | 0           | 0          |
| L. Stovini     | 41       | 1       | 5           | 0          | 2            | 0            | 0            | 0            | 2        | 0        | 0           | 0          | 45       | 1      | 5           | 0          |
| F. Tavano      | 38       | 19      | 3           | 0          | 2            | 3            | 0            | 0            | 2        | 1        | 0           | 0          | 42       | 23     | 3           | 0          |
| L. Tonelli     | 16       | 0       | 5           | 1          | 3            | 1            | 1            | 0            | 0        | 0        | 0           | 0          | 19       | 1      | 6           | 1          |
| M. Valdifiori  | 23       | 0       | 9           | 1          | 2            | 0            | 0            | 0            | 2        | 0        | 1           | 0          | 27       | 0      | 10          | 1          |
| A. Vinci       | 23       | 0       | 7           | 0          | 1            | 0            | 0            | 0            | 0        | 0        | 0           | 0          | 24       | 0      | 7           | 0          |
| Ze Eduardo     | 14       | 0       | 5           | 0          | 0            | 0            | 0            | 0            | 0        | 0        | 0           | 0          | 14       | 0      | 5           | 0          |

- In corsivo i giocatori non facenti più parte della rosa.